# 灵山寺院
灵山寺院（Temple bouddhique Linh Son），位于法国马恩河谷省茹安维尔勒蓬让饶勒斯大道，是一座越南佛教寺院。该寺院居住了大约二十名僧侣和尼姑。它是巴黎地区最重要的佛教建筑之一。
主楼楼上游廊内供有一尊骑着“冥狮”的地藏王，全高约两米。目前该寺院由释觉还住持，由释净道和释智海协助。